# Petter Lindström
Pour les articles homonymes, voir Lindström.
Petter Aron Lindström, né le 1er mars 1907 à Stöde (Comté de Västernorrland, Suède) et mort le 24 mai 2000 à Sonoma (Californie, États-Unis),, est un neurochirurgien suédois naturalisé américain, connu pour son mariage avec l'actrice Ingrid Bergman, qui s'est soldé par un divorce en raison de la liaison de cette dernière avec le cinéaste Roberto Rossellini,.

## Biographie
Lindström est né à Stöde. Il a obtenu des diplômes de dentiste et de médecin à l'université de Heidelberg et à l'université de Leipzig en Allemagne.
Lindström rencontre Bergman à Stockholm en 1933. Ils se marient en 1937 et ont une fille, Pia. Il s'installe aux États-Unis, où il obtient un diplôme de médecine à l'université de Rochester en 1943. Il devient ensuite citoyen américain,.
En 1950, le mariage de Lindström avec Bergman s'est soldé par un divorce parce qu'elle portait le fils illégitime de Rossellini, Roberto Ingmar Rossellini.
En 1954, Lindström épouse Agnes Ronavec et ils ont quatre enfants : Karl, Peter, Michael et Brita,,.
Lindström enseigne la neurochirurgie à l'université de Californie à Los Angeles, ainsi que la médecine à l'université de Pittsburgh et à l'université de l'Utah. De 1955 à 1964, il est chef du service de neurochirurgie au Veterans Administration Hospital de Salt Lake City et, de 1964 à 1978, il exerce à San Francisco.
Lindström est décédé le 24 mai 2000 à l'âge de 93 ans à Sonoma, en Californie,.